# Michael Radulescu
Michael Radulescu (n. 19 iunie 1943, București, România – d. 23 decembrie 2023, Viena, Austria) a fost un compozitor austriac de origine româno-germană, organist și profesor.
Tatăl său a fost român, iar mama săsoaică. A studiat cu Anton Heiller și Hans Swarowsky la Universitatea de Muzică (Universität für Musik und darstellende Kunst) din Viena.
Între 1968-2008 a fost profesor la Universitatea de Muzică din Viena.